# Vincent Paronnaud
Vincent Paronnaud (La Rochelle, 20 febbraio 1970) è un regista, fumettista e animatore francese.

## Biografia
Ha collaborato con Marjane Satrapi per il film Persepolis, grazie al quale ha ottenuto la nomination ai Premi Oscar 2008 nella categoria miglior film d'animazione, le nomination ai Premi BAFTA nelle categorie "miglior film straniero" e "miglior film d'animazione" e quella agli Annie Award. Sempre con questo film ha vinto il premio della giuria al Festival di Cannes 2007, due Premi César nel 2008 e molti altri riconoscimenti.
Paronnaud svolge attività di fumettista sotto lo pseudonimo di "Winshluss".
Nel 2009 ha vinto il Fauve d'or al Festival d'Angoulême con l'album a fumetti Pinocchio.

## Filmografia principale

### Regia e sceneggiatura
- 2007 - Persepolis
- 2009 - Villemolle 81 (come Winshluss)
- 2011 - Pollo alle prugne